# Malý Horšín
Malý Horšín (deutsch Klein Gorschin) ist eine Wüstung in der Gemeinde Rybník nad Radbuzou (deutsch Waier) im westböhmischen Okres Domažlice in Tschechien.

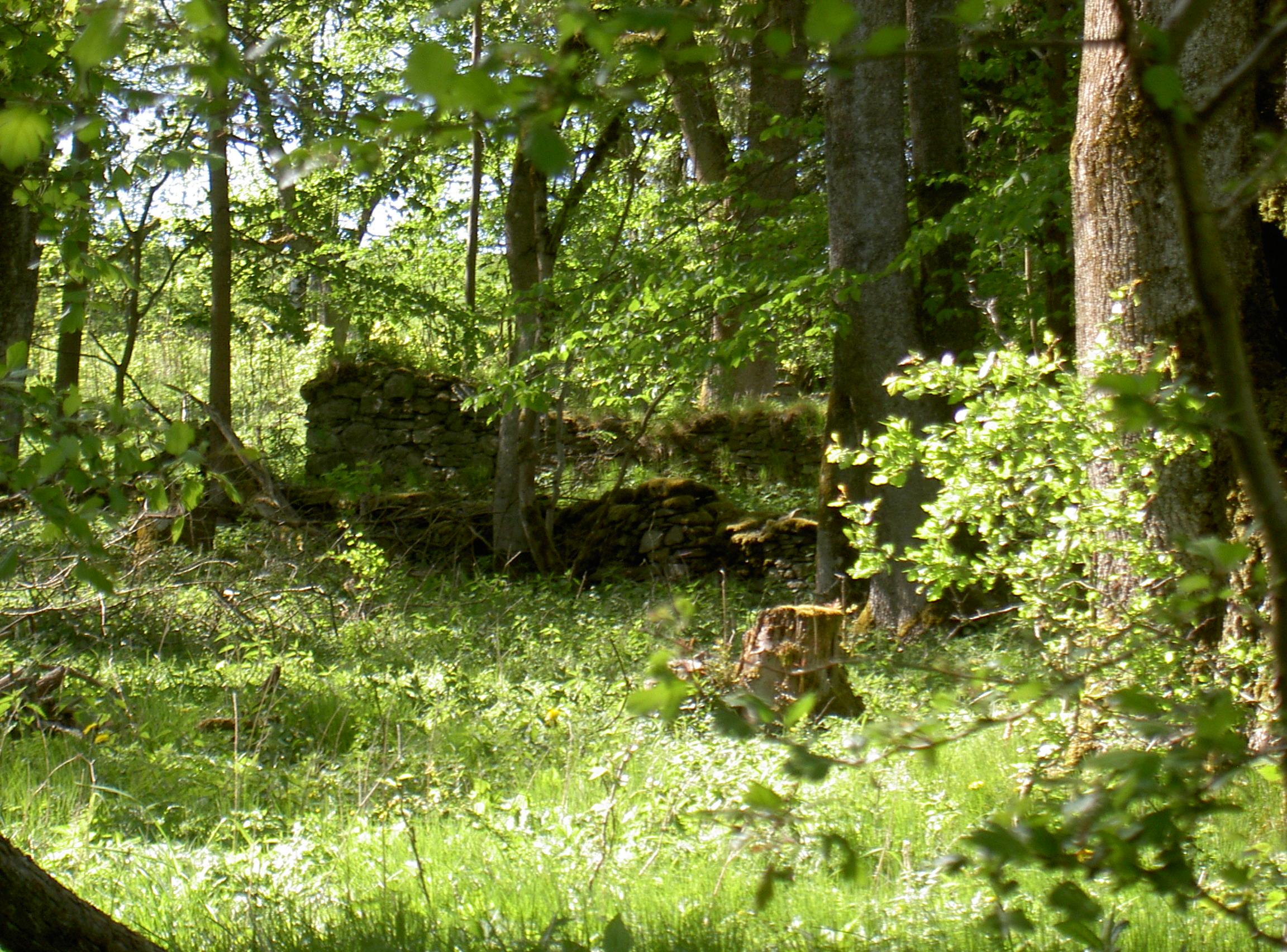
Mauerreste in Malý Horšín

## Geographie
Das kleine Dorf Klein Gorschin lag etwa 5 km westlich von Muttersdorf und 2,6 km nördlich von Waier.
Die Radbuza befindet sich ungefähr 600 m entfernt im Tal westlich von Klein Gorschin.
Klein Gorschin lag an einer alten Zollstraße, die von Hostau über Muttersdorf, Wasserau (Ostrov), Klein Gorschin, über den Sattel zwischen Glöckelberg (Malý Zvon) und Weingartenfels, am Reichenstein vorbei nach Schönsee führte.
Bei Klein Gorschin kommt Granulit, eine Abart des Gneises vor.

## Geschichte
Klein Gorschin wurde 1579 erstmals schriftlich erwähnt.
Klein Gorschin gehörte zum 1609 von den Herren von Wiedersperg auf Muttersdorf gekauften Gut Schwanenbrückl. Zu diesem Gut gehörten außerdem die Dörfer Pfaffenberg, Großgorschin, Putzbühl, Althütten, Johanneshütte, Friedrichshof, Schnaggenmühle, Franzbrunnhütte, Schwarzach, Oberhütten und Unterhütten.
1644 gab es in Klein Gorschin sechs Höfe, deren Besitzer die folgenden Namen trugen: Steffl Sperl, Bartl Sperl, Friedl Sperl, Wölfl Safra, Fridl Safra, Martin Multermacher.
Im Jahr 1656 gehörte Klein Gorschin mit fünf Chalupnern, einem Gärtner, 20 Gespannen, 10 Kühen, 20 Stück Jungvieh und 21 Schweinen zum Gut Neu Schwanenbrückl.
Ab 1675 gehörte der Weiler Putzbühl zu Klein Gorschin.
1717 hatte Klein Gorschin acht Höfe.
Das Dorf war Teil der Gemeinde Groß Gorschin und gehörte zunächst zur Pfarrei und zum Gut Muttersdorf.
Auch die Kinder gingen nach Muttersdorf zur Schule.
Ab 1787 waren die Kinder zum näher gelegenen Schwanenbrückl eingeschult.
In Klein Gorschin befand sich eine Station des Militär-Kordon, der 1772 bis 1822 der Grenzbewachung diente.

## Bevölkerungsentwicklung
| Jahr | Einwohner | Anmerkungen    |
| ---- | --------- | -------------- |
| 1644 | k. A.     | 6 Hausbesitzer |
| 1717 | k A.      | 8 Hausnummern  |
| 1722 | 35        |                |
| 1784 | 38        |                |
| 1796 | 36        |                |
| 1829 | 63        |                |
| 1832 | 58        |                |
| 1851 | 68        |                |
| 1890 | 50        |                |
| 1921 | 51        |                |
| 1930 | 37        | 8 Häuser       |